# Shivaji Place
Shivaji Place District Centre es un centro comercial localizado en Rajouri Jardín, Delhi-Oeste, India. El distrito se encuentra actualmente en construcción y, por el momento, solo cuenta con cinco centros comerciales abiertos al público.

## Ubicación
El Shivaji Place District Centre está ubicado en el corazón de Rajouri Jardín en la zona oeste de Delhi. Está conectado por las carreteras Ring y la avenida Najafgarh, paralelo a Rajouri Garden Market. El centro comercial se encuentra conectado con varias zonas residenciales: Punjabi Bagh, Rajouri Jardín, Shivaji Enclave, Shivaji Vihar, Tilak Nagar, Mansarovar Garden, Kirti Nagar, Paschim Vihar y Patel Nagar. También esta conectado mediante la Línea Azul del Metro de Delhi.